# ويليام روسكو
وليام روسكو (8 مارس 1753-30 يونيو 1831) مصرفي إنجليزي ومحامي وعضو في البرلمان لفترة وجيزة. اشتهر بأنه أحد أوائل دعاة إلغاء عقوبة الإعدام في إنجلترا، وبأنه مؤلف قصيدة للأطفال بعنوان كرة الفراشة وعيد الجندب. كان يحظى في زمنه بالاحترام أيضًا كمؤرخ وجامع فني، فضلًا عن كونه عالم نبات وكاتب متنوع.

## بداية حياته
ولد في ليفربول، حيث كان والده، وهو بستاني في السوق، يملك منزلًا عامًا يسمى بولينغ غرين في ماونت بليزانت. ترك روسكو المدرسة في سن الثانية عشرة، بعد أن تعلم كل ما يمكن أن تعلمه من أستاذ المدرسة. ساعد والده في عمل الحديقة، لكنه قضى وقت فراغه في القراءة والدراسة. كتب في وقت لاحق:
أعطى هذا النمط من الحياة، الصحة والحيوية لجسدي، والتسلية والتعليم لذهني؛ وحتى يومنا هذا أتذكر جيدًا النوم اللذيذ الذي كان يتبع عملي، والذي كنت أتركه مرة أخرى في ساعة مبكرة. إذا سئلت الآن من أعتبر أنهم أسعد من في الجنس البشري، فإنني سأجيب، أولئك الذين يزرعون الأرض بأيديهم.
بدأ في الخامسة عشرة يبحث عن مهنة مناسبة. لم تنجح تجربته لمدة شهر في بيع الكتب، وفي عام 1769 بدأ تدريبه عند محام. على الرغم من أنه كان طالبًا مجتهدًا في القانون، غير أنه استمر في قراءة الكلاسيكيات، وتعرف على لغة وآداب إيطاليا التي كانت تهيمن على حياته.

## مسيرته المهنية
بدأ في عام 1774 العمل كمحامٍ، وفي عام 1781 تزوج جين، الابنة الثانية لوليام غريفيز، تاجر ليفربول؛ أنجبا سبعة أبناء وثلاث بنات. كان لدى روسكو الشجاعة للتنديد بتجارة الرقيق عبر المحيط الأطلسي في بلدته الأصلية، حيث كانت تنتج ثروة كبيرة من العبودية في ذلك الوقت. كان روسكو توحيديًا بارزًا. كانت صراحته ضد تجارة الرقيق تعني أن إلغاء العبودية والتوحيد مرتبطان معًا في ذهن العامة. كان عضوًا في كنيسة رينشو ستريت الموحدة.
في عام 1796، تخلى روسكو عن ممارسة المحاماة، وأدار في رأسه فكرة الذهاب إلى نقابة المحامين. بين عامي 1793 و1800 أولى اهتمامًا كبيرًا للزراعة، وساعد في استعادة شات موس، بالقرب من إكليس، لانكشاير. نجح أيضًا في استعادة النظام لشؤون دار مصرفية كان صديقه ويليام كلارك، المقيم آنذاك في إيطاليا، شريكًا فيها. أدى ذلك إلى إدخاله إلى العمل، والذي ثبت في النهاية أنه كارثي.
انتخب روسكو عضوًا في البرلمان عن ليفربول عام 1806، لكن مجلس العموم لم يكن مؤيدًا له، وعند حله في العام التالي استقال. مع ذلك، تمكن خلال إقامته القصيرة، من الإدلاء بصوته لصالح الإلغاء الناجح لتجارة الرقيق.
في أوائل ثمانينيات القرن التاسع عشر، قاد مجموعة من علماء النبات في ليفربول الذين أنشأوا حديقة ليفربول النباتية كحديقة خاصة، كانت تقع في البداية بالقرب من ماونت بليزانت، والتي كانت آنذاك على أطراف المدينة. في ثلاثينيات القرن التاسع عشر، تم نقل الحديقة إلى حدائق وافيرتري النباتية؛ ما يزال من الممكن إيجاد بقايا المجموعة في الحديقة المسورة في قاعة كروكستيث.
أدت المشاكل التجارية لعام 1816 إلى صعوبات في الدار المصرفية الذي كان هو مرتبطًا به، وأجبرت على بيع مجموعته من الكتب والصور. قام الدكتور إس إتش سبايكر، أمين مكتبة ملك بروسيا، بزيارة روسكو في هذا الوقت العصيب. قال روسكو إنه كان ما يزال يرغب في كتابة السيرة الذاتية لإيراسموس لكنه يفتقر إلى وقت الفراغ والشباب. لم يتم تنفيذ المشروع أبدا. في هذا الوقت تقريبًا، طلب من روسكو التحقيق في مزاعم الفتاة العمياء مارغريت مافوي، التي قيل إنها قادرة على القراءة باستخدام أصابعها، بناء على طلب السير جوزيف بانكس. خلص روسكو إلى أن قدراتها المذهلة كانت بسبب حقيقة أنها لم تكن عمياء.
بعد خمس سنوات من الكفاح من أجل الوفاء بالتزامات البنك، تسببت أفعال بعض الدائنين بإفلاس الشركاء في عام 1820. كان روسكو لبعض الوقت معرضًا لخطر الاعتقال، لكنه في النهاية تلقى تسريحًا مشرفًا. عند توزيع مكتبته، أمّن أصدقاؤه المجلدات الأكثر فائدة له ووضعوها في ليفربول أثينيوم الذي كان عضوًا مؤسسًا فيه عام 1797. تم أيضًا استثمار مبلغ 2500 دولار لمصلحته.
ساهم روسكو أيضًا بشكل وثيق بتشكيل معهد ليفربول الملكي في شارع كولكيت، أولا كرئيس للجنة العامة وبعد ذلك كأول رئيس لها.